# Sanguis Christi
Sanguis Christi è il soggetto di un disegno di Gian Lorenzo Bernini dal quale sono stati tratti, per volere dello stesso Bernini, un'incisione ed un dipinto. L'opera d'arte è nota anche come Sangue Sparso.
Se è certo che Bernini abbia realizzato un disegno con questo tema, è dubbio invece se se ne sia conservato l'originale. Presso il Teylers Museum è custodito un foglio con questa composizione che, per parte della critica, è per l'appunto l'autografo berniniano testimoniato dalle fonti; altri studiosi invece negano l'autenticità del disegno olandese, ritenendolo una copia di Giovan Battista Gaulli, pittore vicino al Bernini negli anni della vecchiaia dello scultore.

## Storia
La realizzazione del disegno è oggetto di dettagliati resoconti da parte di più biografi del Bernini. Innanzitutto Filippo Baldinucci scrive che il maestro nell'ultima parte della sua vita: 
(F. Baldinucci, Vita del cavaliere Gio. Lorenzo Bernino, scultore, architetto, e pittore, 1682)

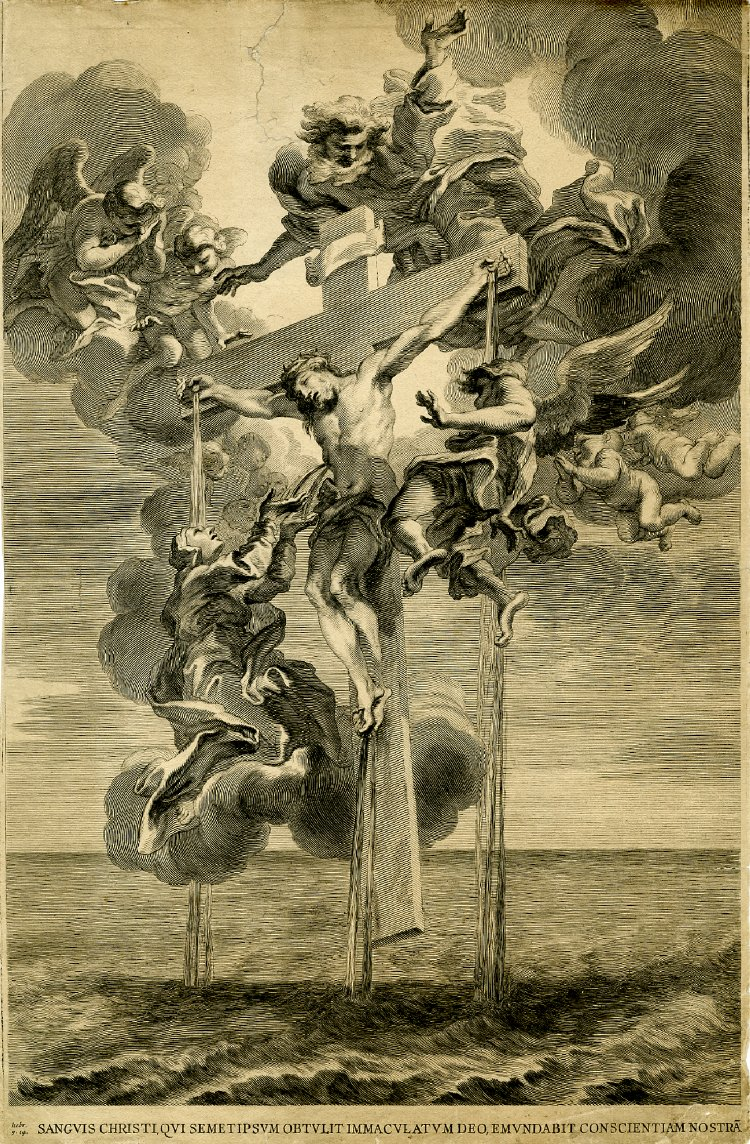
La stampa di François Spierre

Le stesse notizie sul disegno sono riferite anche dal figlio di Gian Lorenzo, Domenico Bernini, che inoltre ci fa capire come quest'opera d'arte fosse particolarmente connessa ai sentimenti devozionali dello scultore e in specie alla sua preoccupazione per il perdono dei peccati al momento della morte. Tant'è, come riferisce ancora Domenico Bernini, che giunto ormai alla fine dei suoi giorni Gian Lorenzo volle che ai piedi del suo letto di morte fosse collocato il quadro che egli aveva fatto trarre dal disegno del Sanguis Christi, in contemplazione del quale passò le giornate di agonia che precedettero la sua dipartita.
L'origine del disegno è chiarita dall'incisione che l'autore ne fece trarre da François Spierre. Nella didascalia della stampa dello Spierre, infatti, dopo un passo tratto da una lettera di san Paolo (Eb 9, 14), si legge: «Vi offerisco il sangue dell'umanato Verbo, ò Padre Eterno: e se manca cosa alcuna, l'offerisco a voi, o Maria, accioche lo presentiate all'aeterna Trinita».
Si tratta delle parole con le quali la mistica carmelitana Maria Maddalena de' Pazzi aveva descritto una sua visione, avvenuta nel 1585. La suora venne canonizzata nel 1669 e si è proposto che l'invenzione berniniana sia connessa a questo evento.

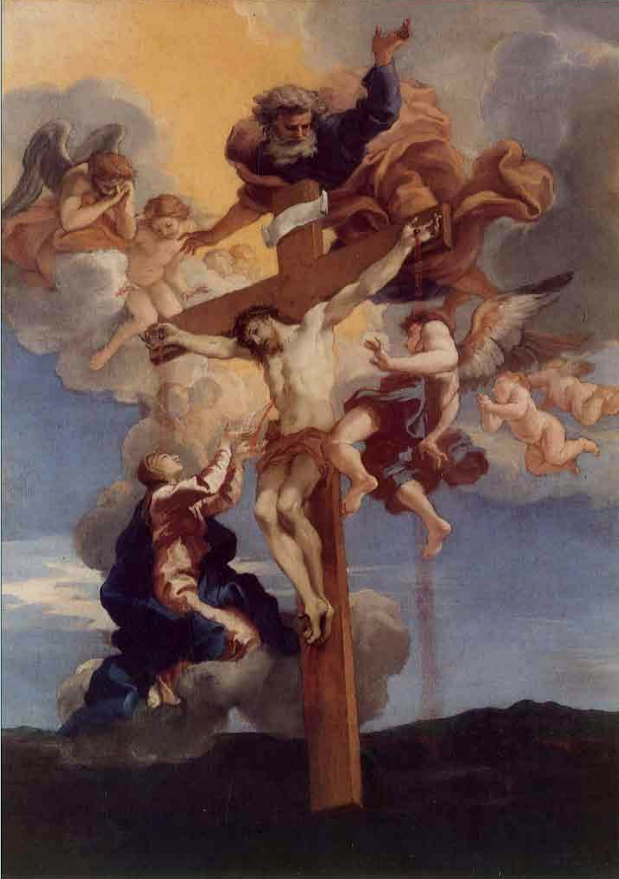
La versione genovese del Sanguis Christi

La stampa dello Spierre forse entrò a far parte di un volume scritto dal nipote di Bernini, Francesco Marchese, sacerdote oratoriano, pubblicato a Roma del 1670 col titolo Unica speranza del peccatore che consiste nel sangue del N. S. Gesù Cristo. Il volume è in sostanza una lunga spiegazione del significato devozionale dell'immagine creata dal Bernini ed ha la funzione di stimolare le riflessioni dei lettori sulla funzione redentrice del sacrificio di Cristo, la sola fonte di perdono e salvezza.
Ai più intimi afflati religiosi del Bernini non è escluso che si associno, nella genesi del Sangue Sparso, anche vicende pubbliche e professionali dell'artista. In quegli stessi anni Bernini, infatti, subiva uno dei più cocenti insuccessi della sua carriera segnato dal rifiuto del suo progetto per il rifacimento dell'abside della basilica di Santa Maria Maggiore (incarico poi affidato a Carlo Rainaldi). È stato argomentato, quindi, che possa essere stata anche questa amara delusione a spingere l'ormai anziano scultore a dedicarsi ad un'opera privata, non richiesta da alcun committente ma fatta a maggior gloria di Dio.
Oltre all'incisione di Spierre, Bernini – come riportano le fonti già citate – volle che dal disegno fosse tratto anche un quadro che tenne per sé. Questo dipinto fu dapprima individuato in una tela oggi conservata nel Museo di Roma a Palazzo Braschi, che in effetti fu acquistata dagli eredi di Gian Lorenzo Bernini. L'opera, dopo varie proposte attributive, venne assegnata a Guillaume Courtois (più conosciuto come il Borgognone), altro artista francese gravitante nella cerchia dello scultore (ed è ancora così contrassegnata nella sede attuale).
La familiarità del Borgognone con questa invenzione berniniana è del resto comprovata sia dalla circostanza che risulta in suo favore un pagamento da parte dei Pamphili per un'ulteriore versione, in grande formato, del Sanguis Christi, collocata sull'altare della chiesa di Sant'Agnese in Agone (opera attualmente non identificata), sia dall'individuazione di alcuni studi preparatori dello stesso Courtois per la medesima composizione. 

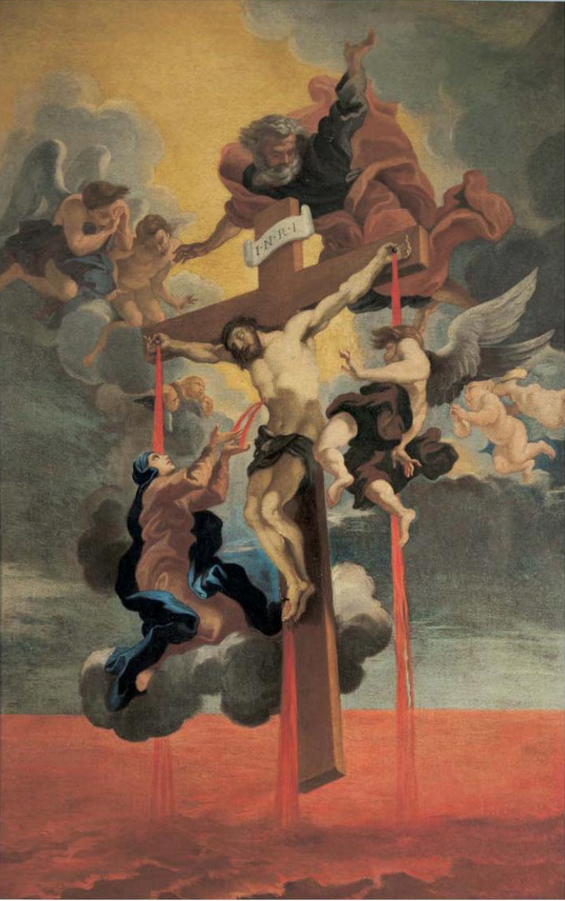
Il dipinto del museo di Ariccia

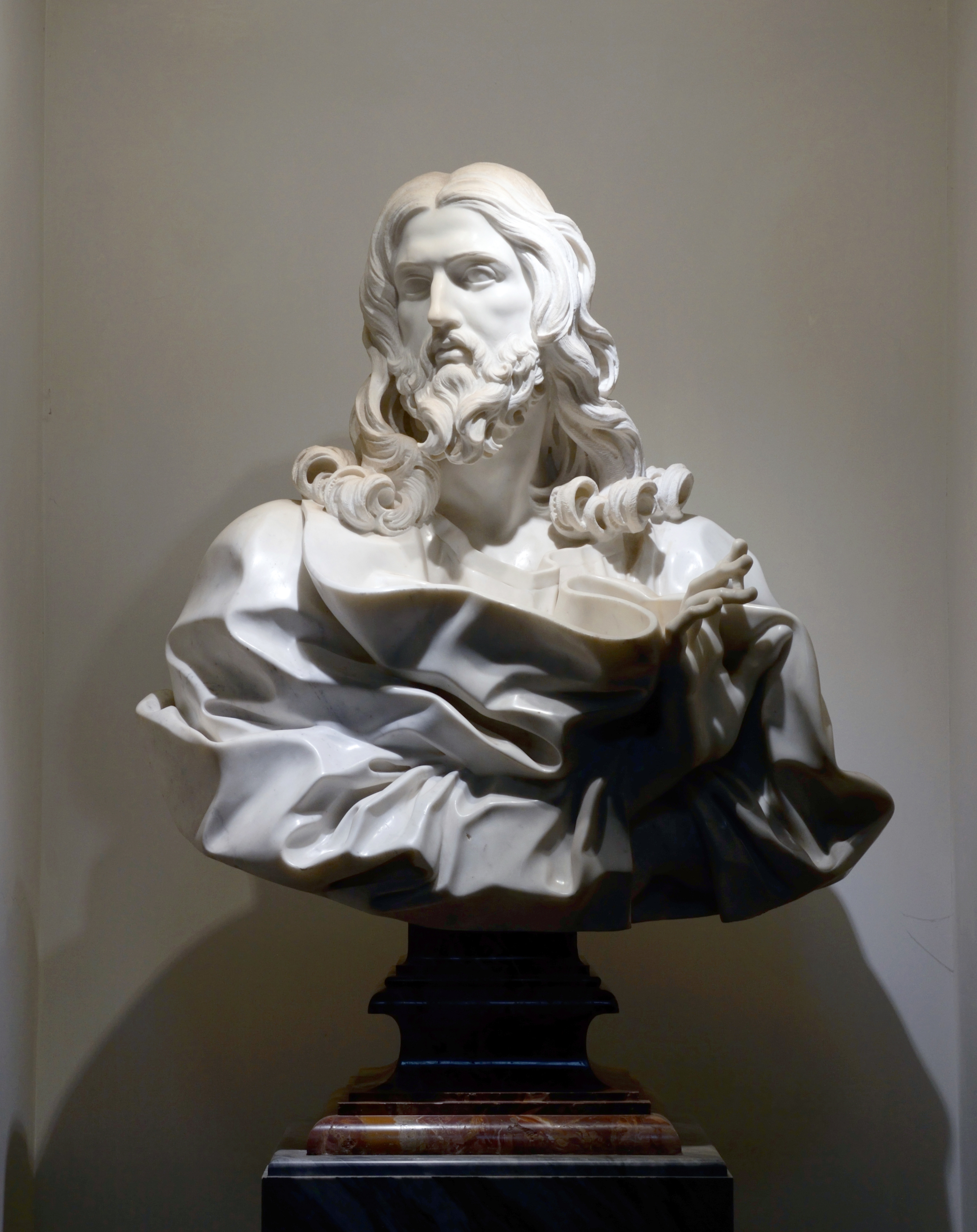
Gian Lorenzo Bernini, Busto del Salvatore, 1679

Di seguito, tuttavia, è stata scoperta un'ulteriore versione del soggetto in una collezione privata genovese. In un primo momento catalogato come copia con varianti della composizione del Bernini, l'esemplare genovese, secondo alcuni studiosi, mostra un livello qualitativo superiore al dipinto di Palazzo Braschi e data anche la maggior consonanza di questa composizione con i menzionati studi preparatori del Borgognone si è proposto di individuare in questo nuovo dipinto quello voluto e posseduto dallo scultore.
Sempre secondo questa posizione critica non osterebbero a tale identificazione nemmeno le varianti che il dipinto genovese mostra rispetto alla composizione originaria, ed in particolare la scarsa percepibilità del mare di sangue sgorgato dalle ferite di Cristo (visibilissimo invece nel dipinto romano). Questo dettaglio, infatti, potrebbe essere stato successivamente mimetizzato con alcune velature che confondono il sangue con lo sfondo paesaggistico allo scopo, si ipotizza, di mitigare l'inquietudine che l'immagine poteva suscitare.
Oltre ai due dipinti menzionati, una terza derivazione pittorica di buon livello del disegno berniniano è conservata nel Museo del Barocco Romano (Palazzo Chigi di Ariccia) ed è attribuita alla scuola dello stesso Bernini.
Insieme al Sanguis Christi un'altra sua opera confortò Bernini durante i suoi ultimi giorni. Si tratta del Busto del Salvatore, scultura dell'estrema vecchiaia dell'artista. A lungo ritenuto perduto e noto solo attraverso copie, il busto è stato riconosciuto nel 2001 (almeno secondo molti studiosi) in una statua conservata in un convento adiacente alla basilica di San Sebastiano fuori le mura ed ora collocata nella stessa chiesa.
Secondo lo studioso Irving Lavin, tra i maggiori esperti del Bernini, le due opere erano tra loro connesse, come i due poli di una sorta di programma iconografico devozionale, ideato dal grande artista a beneficio di sé stesso quale ausilio all'arte del ben morire. Preoccupazione che (come raccontano i suoi biografi) accompagnò Bernini lungo gli ultimi decenni della sua esistenza.

## Descrizione e stile

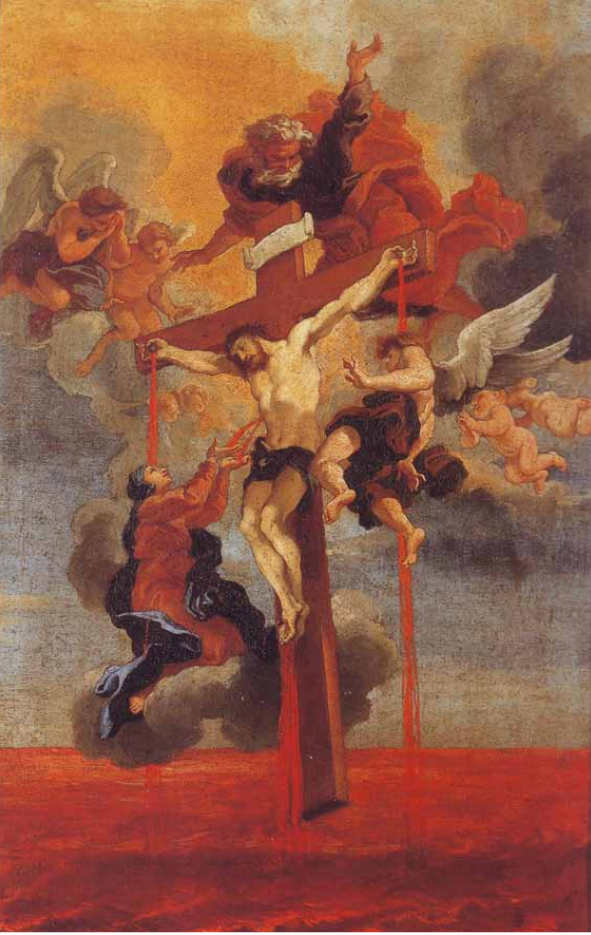
Il dipinto del Museo di Roma tradizionalmente attribuito a Guillaume Courtois

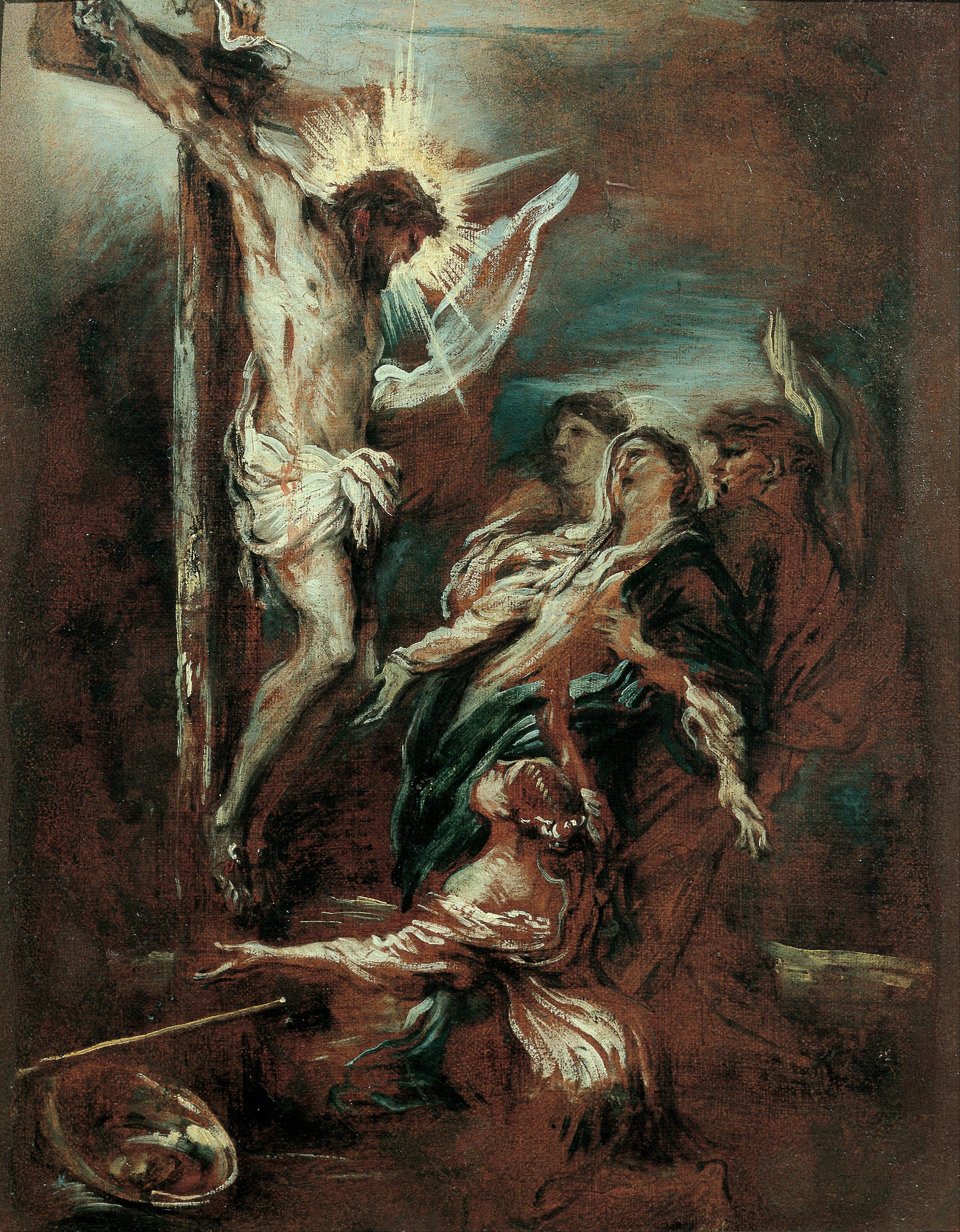
Il Grechetto, Crocifissione, 1660 ca., Genova, Palazzo Rosso

La croce disposta lungo un asse diagonale è sospesa a mezz'aria nel vuoto. Sotto di essa, sulla sinistra, una figura femminile, in ginocchio su delle nuvole fluttuanti nell'aria, raccoglie con le mani i fiotti che escono dalla ferita del costato di Cristo.
Gli zampilli causati dal colpo di lancia inferto a Gesù sono ben distintamente due, ognuno dei quali diretto in una delle mani della donna. Il dettaglio riproduce il passo evangelico (Giovanni, 19,34.37) secondo cui da questa piaga fuoriuscirono acqua e sangue (particolare non colto da quasi tutte le derivazioni pittoriche note del disegno di Bernini – che raffigurano due schizzi di sangue rosso – ad eccezione della tela genovese, dove acqua e sangue sono chiaramente distinguibili grazie al diverso colore dei fiotti).
La netta distinzione dell'acqua e del sangue è un chiaro riferimento al mistero eucaristico cui l'intera composizione allude.
La figura muliebre offre a Dio Padre – che si libra in cielo a braccia aperte per accogliere il Figlio morto sulla croce – quel che ha raccolto dall’ultima ferita subita da Gesù nella sua Passione. Una schiera angelica contorna i tre protagonisti.

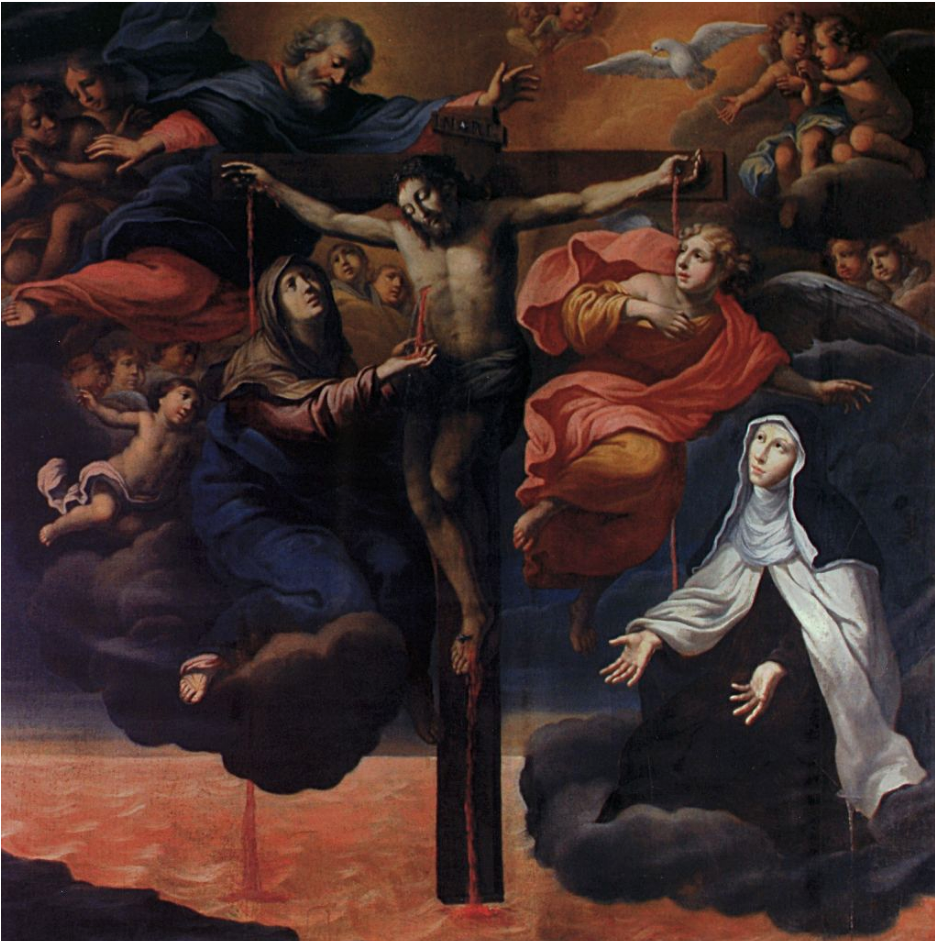
Anonimo, Sanguis Christi, XVII sec., Jesi, monastero della Santissima Trinità

Dalle ferite delle mani e dei piedi del Crocifisso sgorgano altri copiosi flutti di sangue che formano sulla terra un vero e proprio mare a beneficio dell'umanità peccatrice.
Il punto di vista della composizione è ribassato: scelta che consente al riguardante di immedesimarsi con un testimone dell'apparizione mistica ambientata nell'alto dei cieli.
La disposizione obliqua della croce è sembrata associabile ad una scelta figurativa allora in voga nella pittura dell'Italia del Nord di cui un buon esempio è stato scorto in alcune crocifissioni del Grechetto.
Molto discussa è l'identificazione della donna sotto la croce: le fonti biografiche berniniane che descrivono il disegno la individuano senz'altro nella Vergine Maria. La proposta alternativa che è stata successivamente avanzata è che questa stessa figura sia invece Maria Maddalena de’ Pazzi, cioè la protagonista della visione all'origine della composizione.
Variante di questa alternativa è che la donna possa essere santa Maria Maddalena – da associare comunque alla suora carmelitana che in omaggio alla Maddalena evangelica ne aveva assunto il nome prendendo i voti – la cui raffigurazione ai piedi della croce ha una consolidata tradizione iconografica.
La questione sembra essere stata dipanata dal rinvenimento di una pala d'altare in un monastero di Jesi, chiaramente derivata dall'invenzione di Bernini. Nel pur modesto dipinto marchigiano, infatti, la figura muliebre che raccoglie inginocchiata il sangue di Gesù è senza dubbio la Vergine Maria, posto che qui compare anche Maria Maddalena de' Pazzi (sulla destra) – abbigliata con la più consona veste carmelitana – che assiste devotamente all'evento mistico.

## Iconografia

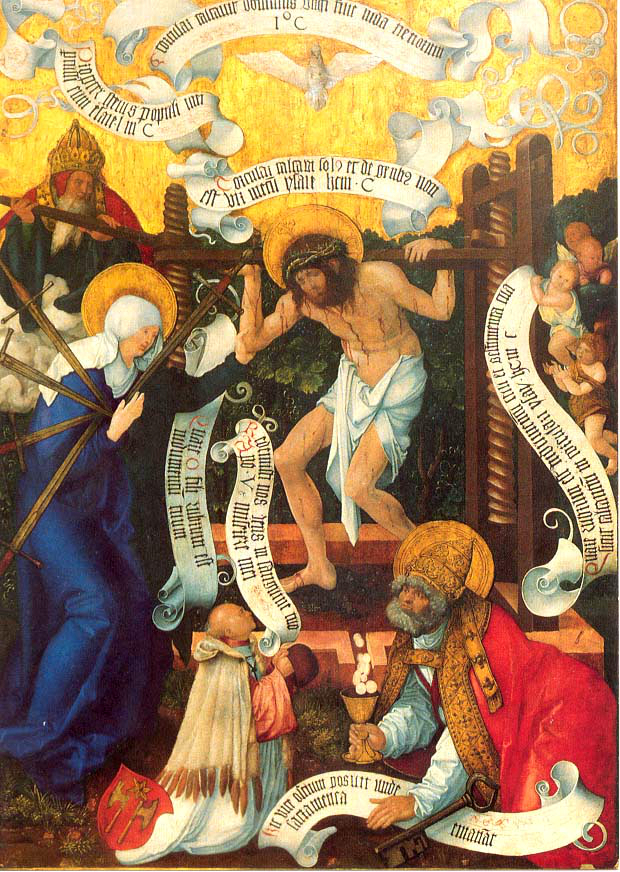
Scuola di Albrecht Dürer, Torchio Mistico, 1510 ca., Ansbach, chiesa di San Gumberto

Erwin Panofsky ha individuato nel disegno del Sanguis Chirsti di Bernini l'approdo di un processo di evoluzione iconografica che ha il suo punto di partenza nell'antica immagine di origine bizantina dell'Imago Pietatis, cioè la raffigurazione di Cristo morto in posizione eretta e con la parte alta del corpo che sporge dal sepolcro.
Questo percorso è caratterizzato dalla crescente enfatizzazione delle piaghe della Passione e del sangue che ne sgorga, simbolo eucaristico dell'Intercessio Christi, cioè della funzione salvifica per l'umanità del sacrificio del Signore sulla croce.
Tale evoluzione iconografica si accentua ulteriormente raggiungendo quella che Panofsky denomina una forma di eccitazione dionisiaca che trova nell'iconografia del Torchio Mistico (Torculus Christi) – diffusa a partire dal tardo medioevo soprattutto nel nord Europa, ma con qualche esempio anche meridionale e segnatamente italiano – uno dei suoi esiti più eloquenti.
In questa immagine Cristo viene schiacciato in un torchio come simbolico grappolo d'uva e il sangue (vino eucaristico) che in tal modo fuoriesce dalle sue ferite è raccolto in un recipiente (la Fons Vitae) cui idealmente può abbeverarsi l'intera umanità e così mondarsi dal peccato. 

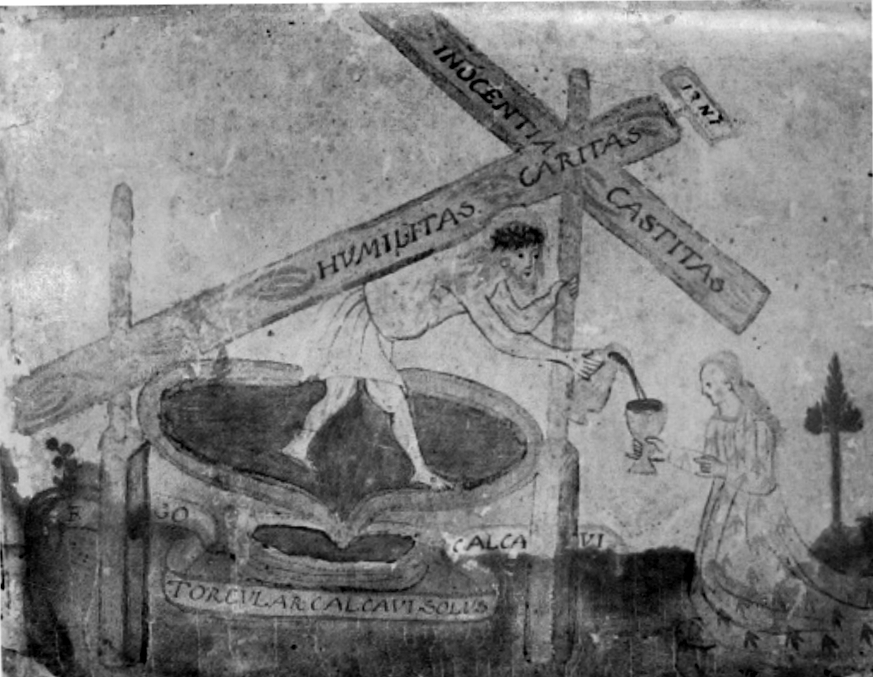
Disegno raffigurante Santa Maria Maddalena de’ Pazzi e il Torchio Mistico, Seminario Arcivescovile di Firenze (ex convento delle carmelitane)

Per Panofsky l'invenzione di Bernini porta al parossismo questa idea, facendo del mondo intero il recipiente del sangue di Gesù morto sulla croce, quasi in una sorta di secondo (e benefico) diluvio universale, come dice una metafora di Francesco Marchese, il nipote di Gian Lorenzo, i cui scritti, lo si è detto, sono probabilmente connessi alla realizzazione del Sangue Sparso.
Il nesso tra l'immagine berniniana e il Torchio Mistico è stato ulteriormente rilevato in studi più recenti che hanno evidenziato come questa iconografia fosse particolarmente cara a Maria Maddalena de' Pazzi (una delle cui visioni – come più volte osservato – è alla base dell'invenzione di Bernini).

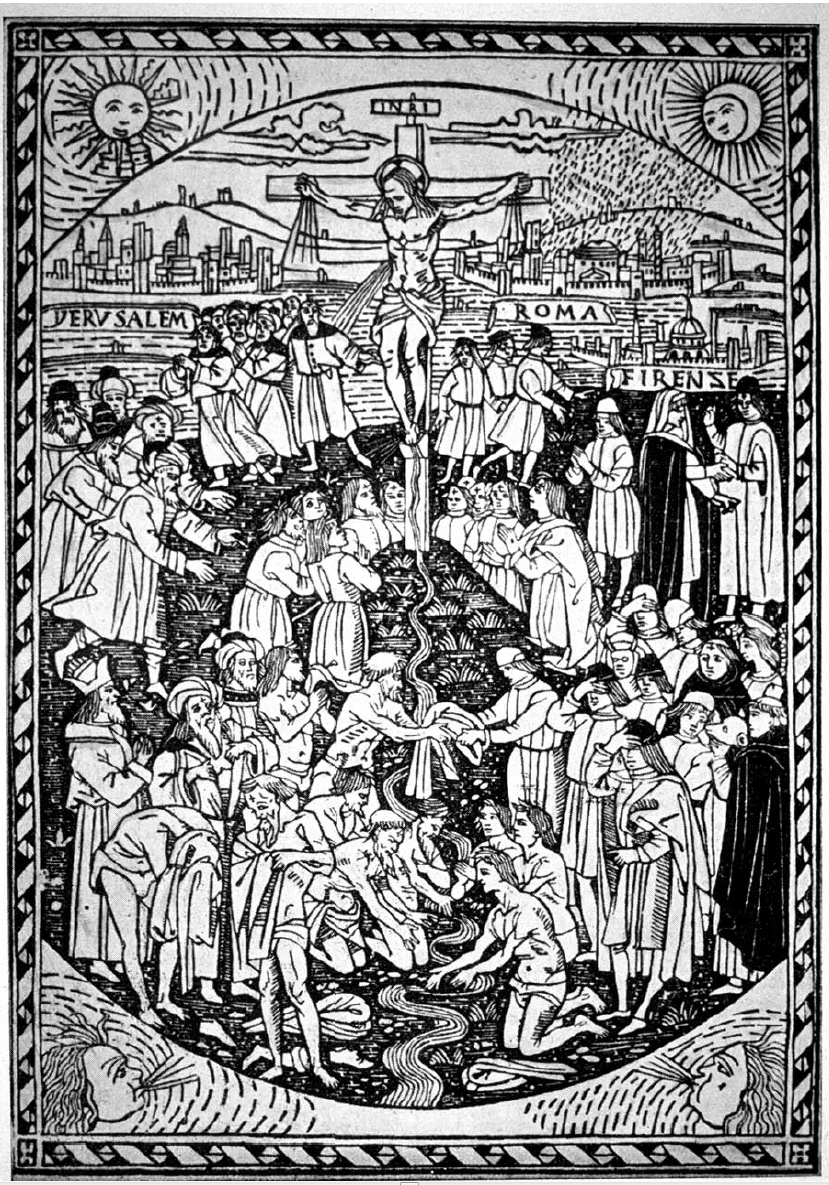
Sandro Botticelli, Trionfo della Fede, xilografia, XVI secolo

Al tema del Torculus Christi sono infatti legate altre descrizioni di visioni della mistica carmelitana (riportate negli scritti agiografici sulla santa fiorentina) che forse ella stessa ha raffigurato in un ricamo a lungo venerato dalle sue consorelle, ed ora smarrito. Sono invece conservati alcuni disegni, che la tradizione devozionale vorrebbe di mano della stessa santa (ma più probabilmente si tratta di anonime derivazioni del perduto ricamo) che la raffigurano al cospetto di Cristo nel torchio mentre ne raccoglie il sangue.
Irving Lavin dal canto suo ha evidenziato che nel Sanguis Christi Bernini ha proceduto a un’originale combinazione di ulteriori temi iconografici anch'essi di antica ascendenza e riferibili alle tradizioni figurative derivate dalle illustrazioni dello Speculum Humanae Salvationis e dell'Ars moriendi. Scritti, ambedue, di devozione popolare diffusi in ampia parte dell’Europa medievale ed il secondo specialmente dedicato ai precetti da seguire per assicurarsi una buona morte, evitando così, per quanto possibile, la dannazione.
Secondo Lavin, in particolare, nella composizione berniniana sarebbero fusi i temi dell'intercessione salvifica di Cristo e della Vergine Maria e del sacrificio di Gesù, la cui contemplazione è l'estremo rifugio ove i morenti possono trovare la remissione dei loro peccati.
Il trait d'union di questi più antichi riferimenti iconografici è, sempre nella chiave di lettura dello storico americano, l'esaltazione dell'eucaristia della quale il mare di sangue profuso dalle piaghe del Signore è metafora indicante l'universalità della redenzione.
Un singolare precedente di questa idea si trova in una molto più antica xilografia di Sandro Botticelli – che illustra una predica del Savonarola – ove il sangue che scende dalla croce dà origine ad un fiume che scorre su tutto il mondo e alle cui sponde accorre l'umanità in cerca della salvazione eterna.